# Lughaid mac Loeguire
Vedi Lugaid per altre figure omonime e Lúg per la divinità da cui deriva il nome
Lughaid mac Loeguire (fl. VI secolo) è stato re supremo d'Irlanda, figlio di Lóegair mac Neill, nipote di Niall Noigiallach, morì attorno al 507.
Secondo una tradizione fu ucciso da un fulmine ad Achadh Farcha dopo aver insultato San Patrizio, secondo un'altra, invece, nella battaglia di Ard Corann (507).